# Segunda Frente Bielorrussa
 A Segunda Frente Bielorussa (em bielorrusso:  2-і Беларускі фронт) foi uma frente (formação militar) do Exército Vermelho durante a Segunda Guerra Mundial. Ela foi criada em fevereiro de 1944, quando os soviéticos empurraram os alemães de volta à Bielorrússia. O coronel-general Pavel Kurochkin tornou-se seu primeiro comandante.

## Operações
Em 2 de janeiro de 1944, a frente adentrou os antigos territórios poloneses.
Em 26 de junho de 1944, as forças da frente capturaram Mogilev, na Ofensiva de Mogilev.  Em 4 de julho, a Segunda Frente Bielorussa foi encarregado de eliminar o restante do 4º Exército do Grupo de Exércitos Centro e do 9º Exército, em um grande saliente a sudeste de Minsk. No dia 9 de julho, a Segunda Frente Bielorussa atacou a noroeste de Vitebsk, como parte de uma grande ofensiva soviética a leste de Riga, buscando cortar o Grupo de Exércitos Norte alemão. Em 29 de julho, os soviéticos chegaram à costa cortando o Grupo de Exércitos Norte, na Estônia e na Letônia oriental. Em 13 de setembro, a Segunda Frente Bielorussa capturou Łomża, a oeste de Białystok. Em novembro de 1944, o marechal Konstantin Rokossovski foi nomeado comandante da Segunda Frente Bielorussa, a tempo de suas duas últimas grandes ofensivas na Segunda Guerra Mundial. Como parte de um ataque massivo de quatro frentes em 14 de janeiro de 1945, a Segunda Frente Bielorussa atacou a Prússia Oriental (Ofensiva da Prússia Oriental) e depois a Pomerânia (Ofensiva da Pomerânia Oriental).
Em 9 de abril de 1945, Königsberg, na Prússia Oriental, finalmente caiu diante do Exército Vermelho. Isso liberou a Segunda Frente Bielorussa para se deslocar para oeste, para a margem do rio Oder. Durante as duas primeiras semanas de abril, os soviéticos realizaram sua mais rápida redistribuição da frente da guerra. O general Gueorgui Júkov concentrou sua Primeira Frente Bielorrussa, que estava ao longo do rio Oder, de Frankfurt, no sul, até o Báltico, em uma área em frente às Colinas de Seelow. A Segunda Frente Bielorussa mudou-se para as posições que estavam sendo deixadas pela Primeira Frente Bielorrussa, ao norte de Seelow.  Enquanto esta redistribuição estava em andamento, lacunas foram deixadas livres, e os remanescentes do 2º Exército alemão conseguiram escapar através do Oder.
Na madrugada de 16 de abril, a ofensiva final para capturar Berlim e se unir às forças aliadas ocidentais no Elba, começou com ataques da Primeira Frente Bielorrussa, e, ao sul, da Primeira Frente Ucraniana General Ivan Konev.  A Segunda Frente Bielorussa participou do ataque em 20 de abril. Em 25 de abril, a Segunda Frente Bielorussa avançou sobre sua cabeça de ponte ao sul de Stettin e, ao fim da guerra, havia capturado toda a Alemanha ao norte de Berlim, limitando-se no oeste à linha de frente do 21º Grupo de Exércitos britânico, que avançara sobre o rio Elba em alguns locais.

## Atrocidades
Em Demmin, por volta de 1º de maio de 1945, os membros do 65º Exército da Segunda Frente Bielorrussa invadiram uma destilaria e a cidade, cometendo estupros em massa, executando arbitrariamente civis e incendiando prédios.[carece de fontes?]

## Pós-guerra
O quartel da Segunda Frente Bielorrussa tornou-se a sede do Grupo de Forças Norte, a força de ocupação soviética na Polônia.  A maioria das forças do Grupo de Forças Norte  era proveniente da Segunda Frente Bielorrussa, da Primeira Frente Bielorrussa e da Primeira Frente Ucraniana.

## Exércitos componentes
Os exércitos que faziam parte da Segunda Frente Bielorrussa incluíam:
- 2º Exército de Choque
- 19º Exército
- 49º Exército
- 50º Exército
- 65º Exército
- 70º Exército
- 5º Exército de Tanques da Guarda
- 4º Exército Aéreo